# Mảng Philippin

Mảng Philippin, được tô màu đỏ đậm ở mé trái

Mảng Philippin là một mảng kiến tạo nằm dưới đáy Thái Bình Dương ở phía đông của Philippines. Mảng Philippin bao gồm phần thạch quyển đại dương nằm dưới đáy biển Philippin, do đó nó cũng hay được gọi là mảng biển Philippin do phần lớn phần đất liền trên các đảo của Philippines nằm ở phía tây mảng kiến tạo này. Mảng này có ranh giới với rãnh Philippin ở phía tây nam, Đài Loan và quần đảo Lưu Cầu ở phía tây bắc, Nhật Bản ở phía bắc, Izu-Ogasawara (Bonin) và quần đảo Mariana ở phía đông và Yap, Palau cùng phần phía đông nhất của Indonesia (Halmahera) ở phía nam. Phần phía đông của mảng là hệ thống vòng cung Izu-Bonin-Mariana (vòng cung IBM).
Mặt đông của mảng Philippin là ranh giới hội tụ với mảng Thái Bình Dương đang bị hút chìm. Mảng Philippin có ranh giới phía tây với mảng Sunda và mảng Dương Tử (cả hai mảng này đôi khi được coi là một phần của mảng Á-Âu), ở phía nam một phần là với mảng Caroline, ở phía bắc là mảng Bắc Mỹ và có thể là với cả mảng Amur (mảng Trung Hoa).
Sự va chạm của mảng Philippin với mảng Á-Âu đã tạo ra đảo Đài Loan và hiện nay nó vẫn đang tiếp diễn. Ở phần phía bắc nhất của mảng, lớp vỏ được làm dày lên của vòng cung Izu-Bonin-Mariana hiện đang va chạm với Nhật Bản để tạo ra đới va chạm Izu.
Mảng Philippin tạo thành phần đáy của biển Philippin và nó là một trong 5 mảng thạch quyển nhỏ, khoảng cùng kích thước với mảng Ả Rập (Anderson, 2002). Nó cũng là độc đáo duy nhất trong số các mảng kiến tạo hiện nay còn tồn tại trên Trái Đất ở chỗ nó được bao quanh hoàn toàn bằng các đới hút chìm. Mảng Philippin được chia thành hai nửa: nửa phía tây "bị mắc kẹt" và không hoạt động, nửa phía đông đã được tạo ra và đang tiếp tục phát triển lên như là kết quả của sự lún chìm theo hướng tây của mảng Thái Bình Dương. Nửa phía tây sẽ biến mất vào một ngày nào đó do nó đang lún xuống phía dưới mảng Á-Âu ở các rìa phía tây và phía bắc. Nửa phía đông được hợp thành từ một vài sống đại dương theo chiều bắc-nam (từ tây sang đông lần lượt là sống đại dương Kyushu-Palau (KPR), sống đại dương Parece Vela-Shikoku Tây Mariana. Quần đảo Izu-Ogasawara (Bonin) và Mariana cùng các núi lửa ngầm dưới biển đôi khi cũng được nói tới như là hệ vòng cung IBM (Izu-Bonin-Mariana).
Bán đảo Izulà đầu mút phía bắc của mảng Philippin. Các mảng Philippin, Á-Âu (hay mảng Amur) và mảng Bắc Mỹ (hoặc mảng Okhotsk) gặp nhau tại núi Phú Sĩ. Hoạt động phun trào núi lửa đáng chú ý nhất gần đây diễn ra vào tháng 6 năm 1991 tại núi Pinatubo trên đảo Luzon của Philippines.